# 모스크바의 야간 탈출
모스크바의 야간 탈출(Le Serpent, Night Flight From Moscow)은 독일(구 서독)에서 제작된 앙리 베르누이 감독의 1973년 스릴러 영화이다. 더크 보가드 등이 주연으로 출연하였고 앙리 베르뇌유 등이 제작에 참여하였다.

## 출연

### 주연
- 더크 보가드
- 헨리 폰다
- 로버트 알다
- 율 브린너

### 조연
- 엘가 앤더슨
- 미셀 부케
- 루이지 디베르티
- 래리 돌긴

## 제작진
- 미술: 자크 솔니에